# Арцакена (город)
Арцакена (итал. Arzachena) — коммуна в Италии, располагается в регионе Сардиния (историческая область Галлура, провинция Сассари). Жители заняты обслуживанием туристической инфраструктуры Изумрудного побережья.
Население составляет 13 816 человека (30-6-2019), плотность населения составляет 59,85 чел./км². Занимает площадь 230,85 км². Почтовый индекс — 07020, 07021. Телефонный код — 0789.
Покровительницей коммуны почитается Пресвятая Богородица (Дева Мария Снежная), празднование 9 сентября.

## Демография
Динамика населения:

## Администрация коммуны
- Официальный сайт: https://web.archive.org/web/20090610070050/http://www.comunearzachena.it/

## Примечание
1. ↑  Statistiche demografiche ISTAT. demo.istat.it. Дата обращения: 27 ноября 2019. Архивировано из оригинала 24 июля 2019 года.